# Manuela Sieber
Manuela Sieber (* 6. März 1967 in Bautzen) ist eine deutsche Sängerin, Musikerin und Schauspielerin. Ihre Musik ist im deutschsprachigen Chanson anzusiedeln. Sie verfasst ihre Liedtexte selbst.

## Werdegang
Manuela Sieber begann als Xylophon- und Bongospielerin im Kirchenchor. Als weiteres Instrument erlernte sie das Klavier. Bereits mit 14 Jahren unternahm sie erste Versuche, Songs zu schreiben. An der Hochschule für Musik Carl Maria von Weber Dresden studierte sie klassischen Gesang. Nach dem Abschluss folgte ein Zusatzstudium für Musical und Chanson in Zusammenarbeit mit der Hochschule für Musik „Hanns Eisler“ Berlin.
1990 war sie vier Jahre lang Musicaldarstellerin an der Staatsoperette Dresden. Parallel bewarb sie sich beim europäischen Ralph Benatzky Chansonwettbewerb in Hamburg und gewann 1992 den 3. Preis.
1994 bis 1997 wirkte sie als Sängerin und Schauspielerin in der Buddy Holly Story in Hamburg mit. Ebenfalls war sie als Nachrichtensprecherin und Moderatorin beim NDR sowie als Synchronsprecherin im Studio Hamburg tätig. Außerdem machte sie ihren Schauspielabschluss an der ZBF.
Mit den eigenen Soloprogrammen Männer und der Bitter und Lemon – Show trat sie 1997 und 1998 auf den Kabarettbühnen in Hamburg und Dresden auf.
2001 verlegte Manuela Sieber ihren Wohnsitz nach Berlin und wirkte häufiger als Schauspielerin in Fernsehserien mit. 2003 gewann Manuela Sieber den Nachwuchsförderpreis für Songpoeten der Hanns-Seidel-Stiftung. In Zusammenarbeit mit dem Produzenten Ralf Leeman (Gitarrist von Ulla Meinecke) entstand 2004 das Debütalbum Endlich allein.

## Diskografie
- 2004: Endlich allein (Album)

## Wirken

### Film und Fernsehen (Auswahl)
- 2001: Gute Zeiten, schlechte Zeiten als Hauptkommissarin Astrid Nissen
- 2006: Gute Zeiten, schlechte Zeiten als Kindermädchen Maren Hoffmann
- 2006–2007: Julia – Wege zum Glück als Privatdetektivin Katja Weber
- 2009: Alisa – Folge deinem Herzen als Arbeitvermittlerin Bauer

### Theater (Auswahl)
- 1990–1994: Staatsoperette Dresden
- 1994–1997: Buddy Holly Story, Metropoltheater Hamburg
- 1997: Männer, Kabarettsoloprogramm
- 1998: Bitter & Lemon-Show, Kabarettsoloprogramm
- 1998: Endlich Samstag Nacht, Imperialtheater Hamburg
- 2005: Womedy, Kabarettcomedygruppe